# Faro di Neuwerk

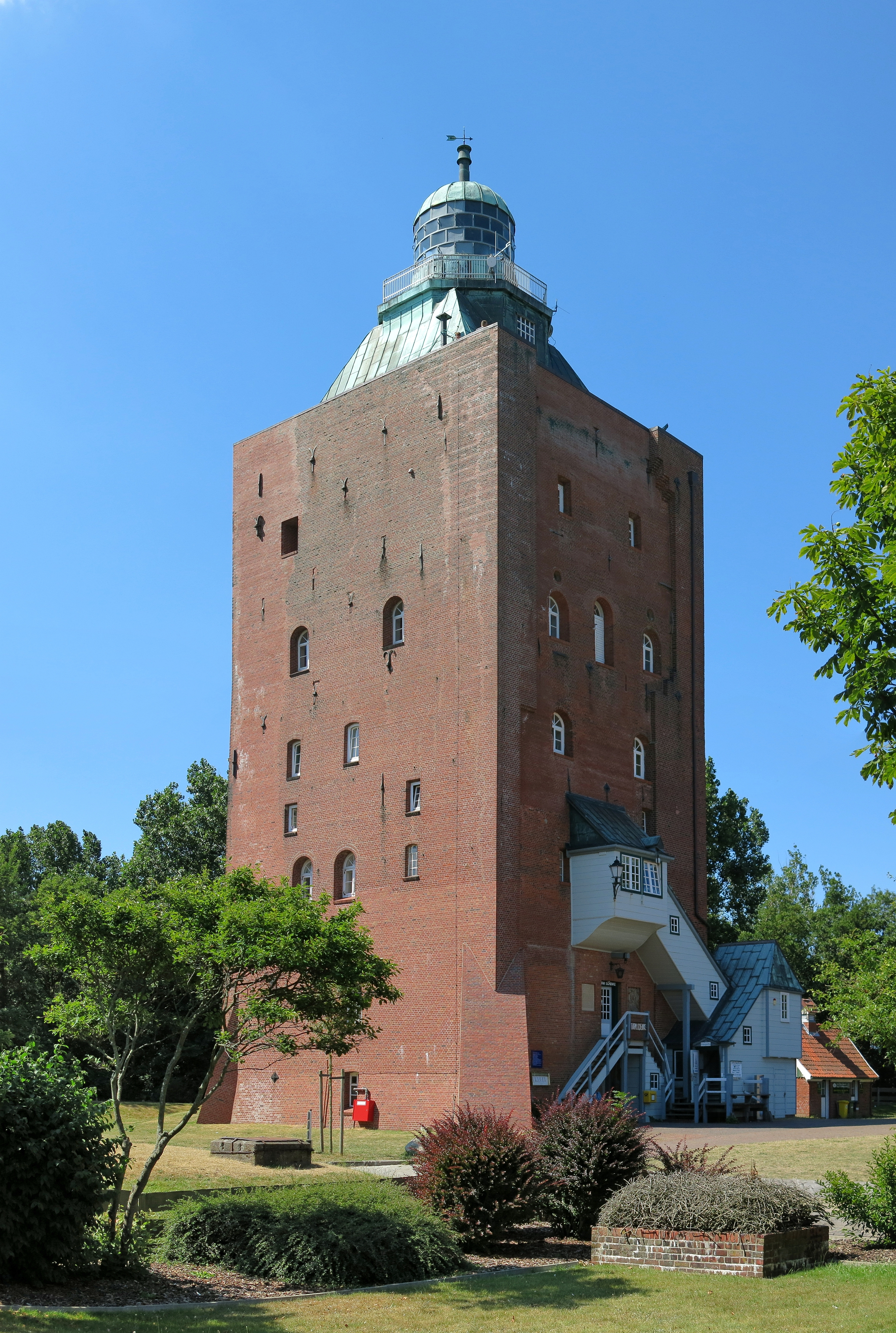
Il faro di Neuwerk

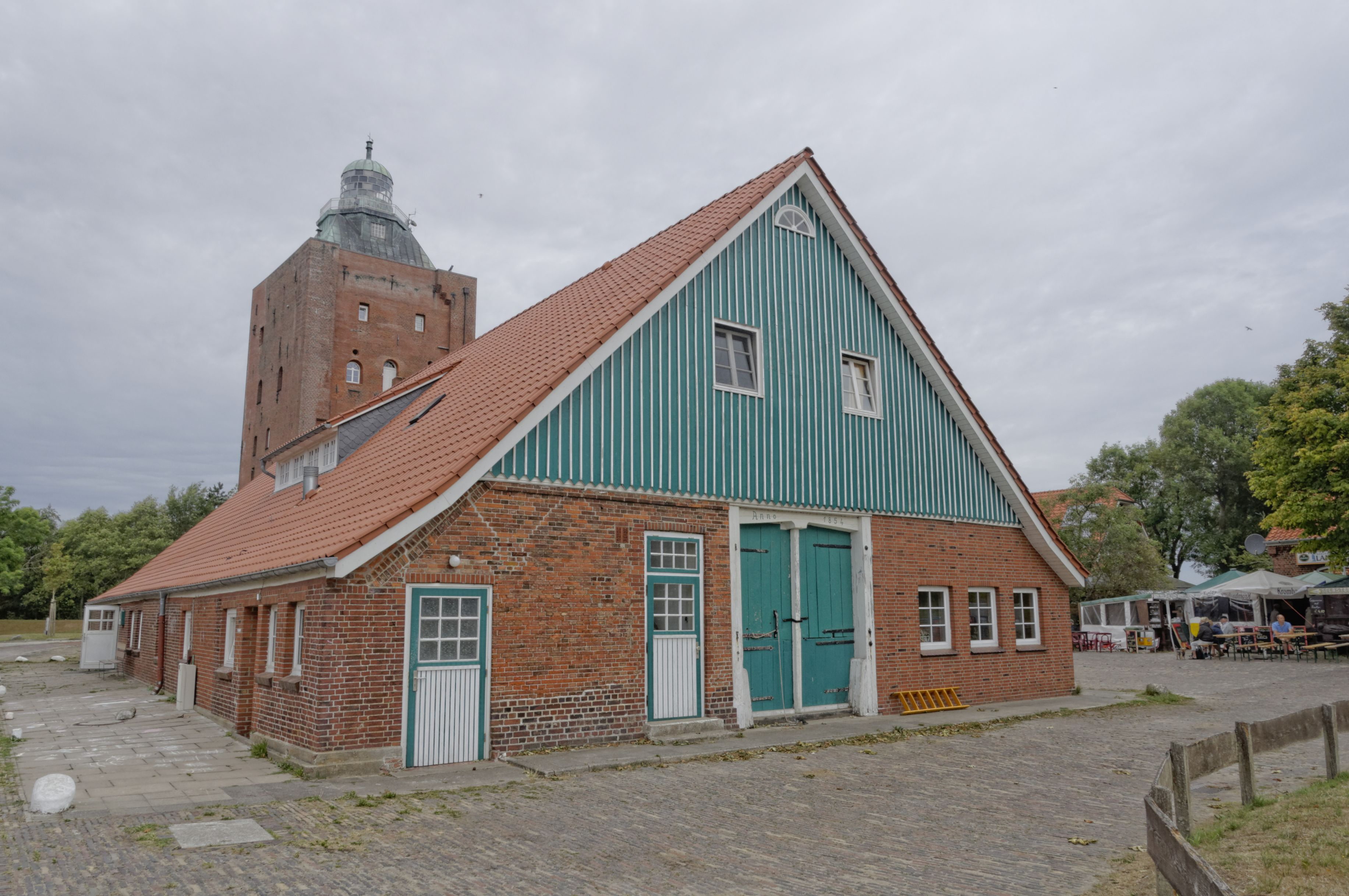
Il faro di Neuwerk e l'edificio adiacente

Il faro di Neuwerk (in tedesco: Leuchtturm Neuwerk) è un faro dell'isola tedesca di Neuwerk, nel Land di Amburgo: eretto in origine come torre difensiva nel primo decennio del XIV secolo, è il più antico faro della Germania e il più antico edificio esistente nel Land di Amburgo.

## Storia
La città di Amburgo ottenne nel 1298 l'autorizzazione per realizzare una torre sull'isola di Neuwerk, all'epoca nota come Nige Ooge. La torre era stata concepita con una duplice funzione: quella di fungere da orientamento per le navi e i marinai in transito e quella di ospitare i soldati che sorvegliavano la foce del fiume Elba dalle incursioni di pirati o altri fuorilegge.
L'edificio venne eretto a partire dal 1300 e completato nel 1310.
Nel 1360, la torre fu investita da un incendio, in seguito al quale venne ricocostruita tra il 1376 e il 1379.
Dl 1814, con la dismissione di una sorta di faro, la Blüse Neuwerk che era stato realizzata nei pressi della torre nel 1644 e che era stato per tre volte danneggiato da incendi, la torre venne a sua volta rinconvertita in un faro, con l'aggiunta di una cupola: il funzionamento era alimentato da una lampada a petrolio con cinque stoppini.
In seguito, nel 1892, il faro venne dotato di una lente della lunghezza focale di 700 mm. La torre fu quindi elettrificata agli inizi del XX secolo.
Nel 1924, il faro di Neuwerk venne dichiarato monumento protetto e nel 2010, venne emesso un francobollo da 45 centesimi raffigurante il faro.
Il faro venne dismesso nel febbraio 2014 e, per contingentare i costi, il 1 aprile 2014 la proprietà dell'edificio venne ceduta per dall'ufficio portuale di Cuxhaven all'autorità portuale di Amburgo.

## Descrizione
Il faro è a forma quadrangolare ed è realizzato in mattoni con una cupola in rame. La sua altezza è di 45 metri.
Per salire in cima al faro, è necessario percorrere 138 gradini. All'interno del faro si trova anche una piccola pensione, che dispone di sette camere.